# جری ساینفلد (شخصیت)
جروم «جری» ساینفلد شخصیت اصلی برنامه کمدی موقعیت آمریکایی ساینفلد (۱۹۸۹–۱۹۹۸) است. جری شخصیت تخیلی بر اساس جری ساینفلد است و خود او این نقش را بازی می‌کند. جری شخصیت جدی تری در میان چهار شخصیت دگر ساینفلد است. ساینفلد دربارهٔ ماجراجویی‌های جری با بهترین دوستانش جورج کاستنزا، همسایه اش کازمو کریمر و دوست دختر سابقش الین بنس می‌باشد. او معمولاً صدای عقل در میان شیطنت‌های دوستانش است و نقطه کانونی رابطه آن‌ها است.
برخلاف شخصیت دیگر ساینفلد او به ندرت با مشکلات شخصی بزرگ مواجه می‌شود. جری تنها شخصیت ساینفلد است که یک حرفه و کار که شوخی‌پردازی روی صحنه است را در ۹ فصل ساینفلد نگه می‌دارد. جری شخصیت مشاهده گر است که به سرزنش دوستانش دربارهٔ رفتار بد آن می‌پردازد. بیشتر قسمت‌های ساینفلد در آپارتمان جری واقع در شهر نیویورک، خیابان ۸۱ غربی، پلاک ۱۲۹، آپارتمان ۵A (۳A در فصل ۱ و ۲) اتفاق می‌افتد. او و دوستانش بیشتر وختها در کافه مانک با هم قهوه یا غذا می‌خورند.
جری تنها شخصیتی است که در تمام ۱۸۰ قسمت ساینفلد ایفای نقش می‌کند.

## پیوست
1. ↑  "The Truth". Seinfeld. Season 3. Episode 2. September 25, 1991. NBC.
2. ↑  "The Millennium". Seinfeld. Season 8. Episode 20. May 1, 1997. NBC.
3. ↑  "The Cheever Letters". Seinfeld. Season 4. Episode 8. October 28, 1992. NBC.
4. ↑   Seinfeld.
5. ↑  Neither George nor Kramer appear in "The Pen"; Elaine does not appear in the pilot, "The Trip, Part I" and "The Trip, Part II"; Kramer also does not appear in "The Chinese Restaurant".